# Olympische Sommerspiele 1948/Leichtathletik – Kugelstoßen (Männer)

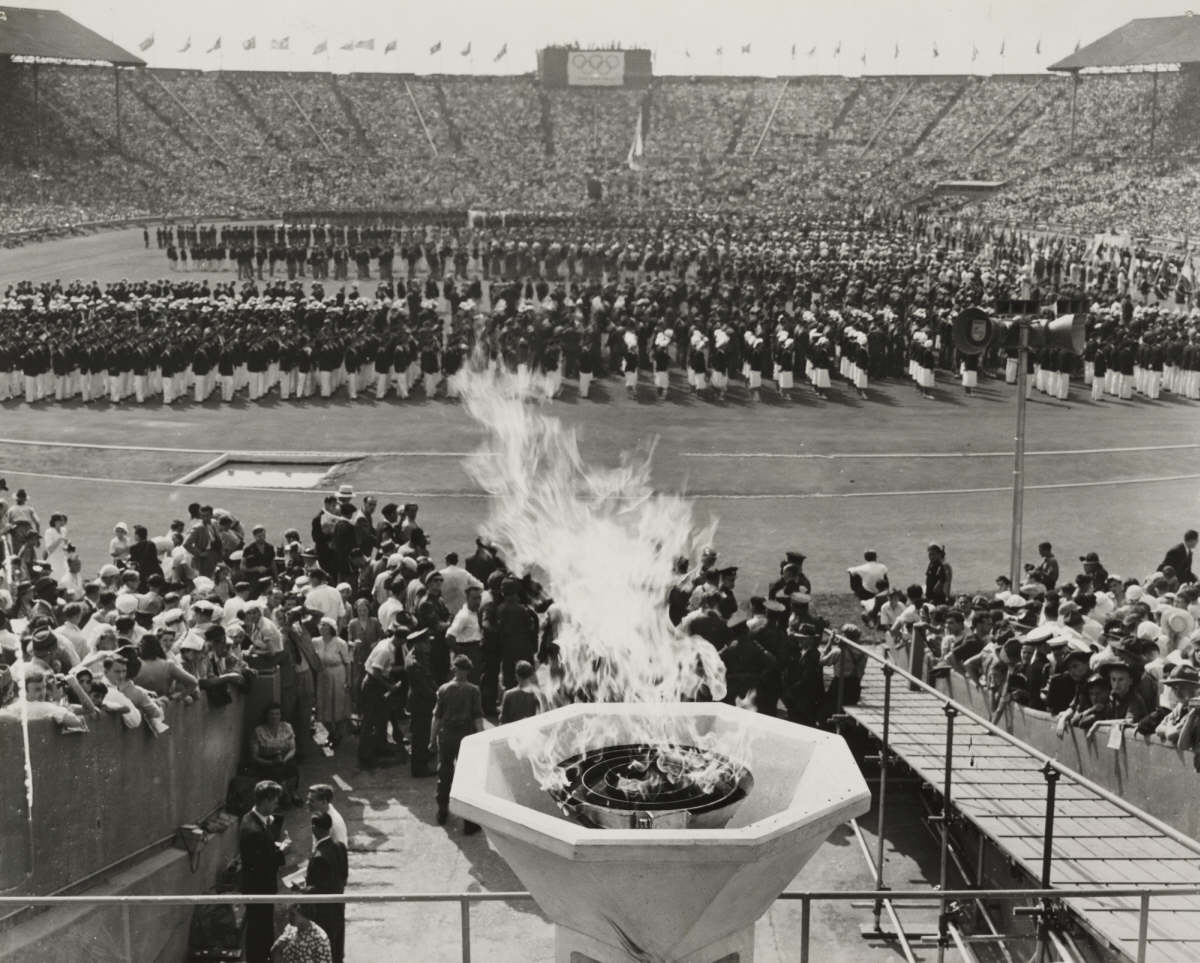
Eröffnungsfeier bei den Olympischen Spielen in London

Das Kugelstoßen der Männer bei den Olympischen Spielen 1948 in London wurde am 3. August 1948 im Wembley-Stadion ausgetragen. 24 Athleten nahmen teil.
Die US-Mannschaft konnte einen Dreifacherfolg feiern. Wilbur Thompson gewann vor Jim Delaney und Jim Fuchs.

## Rekorde

### Bestehende Rekorde
| Weltrekord         | 17,68 m  | Charles Fonville ( USA)         | Lawrence (Kansas), USA            | 15. April 1948 |
| Olympischer Rekord | 16,205 m | Hans Woellke ( Deutsches Reich) | Finale OS Berlin, Deutsches Reich | 2. August 1936 |

### Rekordverbesserungen
Der bestehende olympische Rekord wurde zweimal verbessert:
- 16,47 m – Wilbur Thompson (USA), Finale am 3. August, erster Durchgang
- 17,12 m – Wilbur Thompson (USA), Finale am 3. August, zweiter Durchgang

## Durchführung des Wettbewerbs
Die Teilnehmer traten am 4. August zu einer Qualifikationsrunde an. Als Qualifikationsweite waren 14,60 Meter gefordert. Neun Athleten erreichten oder übertrafen diese Weite – hellblau unterlegt – und qualifizierten sich damit für das Finale am selben Tag. Das Finalfeld wurde auf Grundlage der Weiten aus der Qualifikation um drei weitere Wettbewerber – hellbgrün unterlegt – auf zwölf Sportler aufgefüllt.

## Qualifikation
3. August 1948, 11:00 Uhr
Anmerkungen:
- Nur die jeweiligen Bestweiten sind überliefert. Die Reihenfolge und Weiten der weiteren Versuche in der Qualifikation sind unbekannt.
- Es wurde im britischen System (Fuß, Inch) gemessen, daher sind auch die halben Zentimeter angegeben.

### Gruppe A

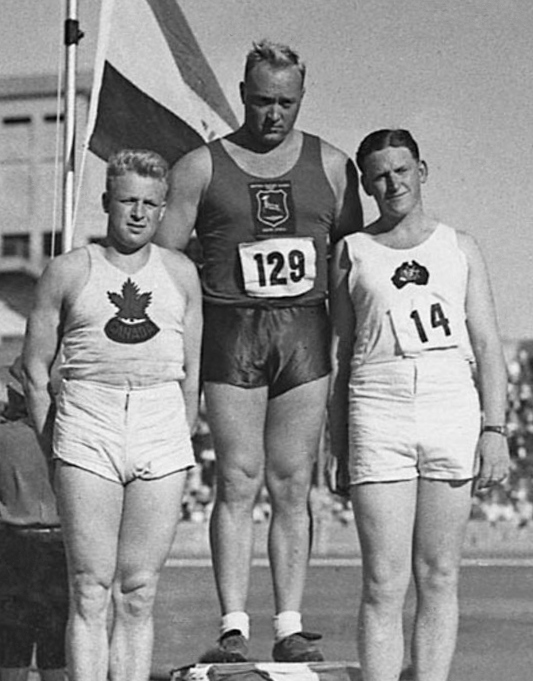
Eric Coy (hier links im Jahr 1938) – ausgeschieden mit 14,51 m

| Platz | Name                | Nation         | Weite    |
| ----- | ------------------- | -------------- | -------- |
| 1     | Jim Fuchs           | USA            | 15,870 m |
| 2     | Jim Delaney         | USA            | 14,970 m |
| 3     | Yrjö Lehtilä        | Finnland       | 14,850 m |
| 4     | John Giles          | Großbritannien | 14,795 m |
| 5     | Jaakko Jouppila     | Finnland       | 14,720 m |
| 6     | Gösta Arvidsson     | Schweden       | 14,700 m |
| 7     | Mieczysław Łomowski | Polen          | 14,700 m |
| 8     | Witold Gerutto      | Polen          | 14,450 m |
| 9     | Eric Coy            | Kanada         | 14,150 m |
| 10    | David Guiney        | Irland         | 14,010 m |
| ogV   | Juan Kahnert        | Argentinien    | NM       |
| ogV   | Ahmed Zahur Khan    | Pakistan       | NM       |
| DNS   | Aad de Bruyn        | Niederlande    |          |
| DNS   | François Lapicque   | Frankreich     |          |
| DNS   | Eduardo Julve       | Peru           |          |

### Gruppe B

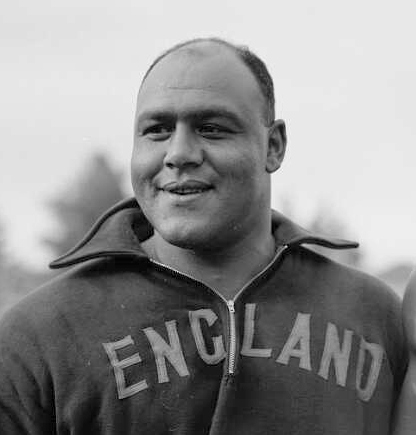
Harold Moody – ausgeschieden mit 13,40 m

| Platz | Name                      | Nation           | Weite    |
| ----- | ------------------------- | ---------------- | -------- |
| 1     | Wilbur Thompson           | USA              | 15,090 m |
| 2     | Konstantinos Giataganas   | Griechenland     | 14,630 m |
| 3     | Čestmír Kalina            | Tschechoslowakei | 14,540 m |
| 4     | Sigfús Sigurðsson         | Island           | 14,480 m |
| 5     | Willy Senn                | Schweiz          | 14,450 m |
| 6     | Roland Nilsson            | Schweden         | 14,360 m |
| 7     | Vilhjálmur Vilmundarson   | Island           | 13,990 m |
| 8     | Harold Moody              | Großbritannien   | 13,400 m |
| 9     | Roger Verhaes             | Belgien          | 13,540 m |
| ogV   | Emilio Malchiodi          | Argentinien      | NM       |
| ogV   | Leonello Patiño           | Peru             | NM       |
| ogV   | Nazar Muhammad Khan Malik | Pakistan         | NM       |
| DNS   | K.•Meraklis               | Griechenland     |          |
| DNS   | José Luis Torres          | Spanien          |          |
| DNS   | Leo Roininen              | Kanada           |          |

## Legende
Kurze Übersicht zur Bedeutung der Symbolik – so üblicherweise auch in sonstigen Veröffentlichungen verwendet:
| x | ungültig |

## Finale
3. August 1948, 16:00 Uhr
Anmerkung:

Nur die Versuchsserien der Medaillengewinner sind bekannt. Bei den anderen Finalisten sind lediglich die Bestweiten übermittelt.
| Platz | Name                    | Nation           | 1. Versuch                   | 2. Versuch                   | 3. Versuch                   | 4. Versuch                   | 5. Versuch                   | 6. Versuch                   | Bestweite | Anmerkung |
| ----- | ----------------------- | ---------------- | ---------------------------- | ---------------------------- | ---------------------------- | ---------------------------- | ---------------------------- | ---------------------------- | --------- | --------- |
| 1     | Wilbur Thompson         | USA              | 16,47 m OR                   | 17,12 m OR                   | 16,97 m                      | 16,67 m                      | 16,80 m                      | x                            | 17,12 m   | OR        |
| 2     | Jim Delaney             | USA              | 16,14 m000                   | 16,68 m000                   | 15,88 m                      | 16,03 m                      | 16,03 m                      | 16,280 m                     | 16,68 m   |           |
| 3     | Jim Fuchs               | USA              | 16,32 m000                   | 16,42 m000                   | 15,60 m                      | 15,56 m                      | 14,82 m                      | 16,28 m                      | 16,42 m   |           |
| 4     | Mieczysław Łomowski     | Polen            | Versuchsserien nicht bekannt | Versuchsserien nicht bekannt | Versuchsserien nicht bekannt | Versuchsserien nicht bekannt | Versuchsserien nicht bekannt | Versuchsserien nicht bekannt | 15,43 m   |           |
| 5     | Gösta Arvidsson         | Schweden         | Versuchsserien nicht bekannt | Versuchsserien nicht bekannt | Versuchsserien nicht bekannt | Versuchsserien nicht bekannt | Versuchsserien nicht bekannt | Versuchsserien nicht bekannt | 15,37 m   |           |
| 6     | Yrjö Lehtilä            | Finnland         | Versuchsserien nicht bekannt | Versuchsserien nicht bekannt | Versuchsserien nicht bekannt | Versuchsserien nicht bekannt | Versuchsserien nicht bekannt | Versuchsserien nicht bekannt | 15,05 m   |           |
| 7     | Jaakko Jouppila         | Finnland         | Versuchsserien nicht bekannt | Versuchsserien nicht bekannt | Versuchsserien nicht bekannt | Versuchsserien nicht bekannt | Versuchsserien nicht bekannt | Versuchsserien nicht bekannt | 14,59 m   |           |
| 8     | Čestmír Kalina          | Tschechoslowakei | Versuchsserien nicht bekannt | Versuchsserien nicht bekannt | Versuchsserien nicht bekannt | Versuchsserien nicht bekannt | Versuchsserien nicht bekannt | Versuchsserien nicht bekannt | 14,55 m   |           |
| 9     | Konstantinos Giataganas | Griechenland     | Versuchsserien nicht bekannt | Versuchsserien nicht bekannt | Versuchsserien nicht bekannt | Versuchsserien nicht bekannt | Versuchsserien nicht bekannt | Versuchsserien nicht bekannt | 14,54 m   |           |
| 10    | Witold Gerutto          | Polen            | Versuchsserien nicht bekannt | Versuchsserien nicht bekannt | Versuchsserien nicht bekannt | Versuchsserien nicht bekannt | Versuchsserien nicht bekannt | Versuchsserien nicht bekannt | 14,37 m   |           |
| 11    | John Giles              | Großbritannien   | Versuchsserien nicht bekannt | Versuchsserien nicht bekannt | Versuchsserien nicht bekannt | Versuchsserien nicht bekannt | Versuchsserien nicht bekannt | Versuchsserien nicht bekannt | 13,73 m   |           |
| 12    | Sigfús Sigurðsson       | Island           | Versuchsserien nicht bekannt | Versuchsserien nicht bekannt | Versuchsserien nicht bekannt | Versuchsserien nicht bekannt | Versuchsserien nicht bekannt | Versuchsserien nicht bekannt | 13,66 m   |           |

Weltrekordhalter Charlie Fonville konnte sich verletzungsbedingt nicht für die Spiele in London qualifizieren. Ihn plagten über mehrere Wochen starke Rückenschmerzen und er wurde bei den US-Trials nur Vierter. So ging die Favoritenrolle an Jim Delaney, den Gewinner der US-Ausscheidungswettkämpfe. Doch Wilbur Thompson, der Zweitplatzierte dieser Trials, gewann mit dem ersten Stoß über siebzehn Meter bei Olympischen Spielen, der ihm im zweiten Versuch gelang. Die US-Amerikaner beherrschten diesen Wettbewerb komplett. Delaney wurde Zweiter mit 16,68 m, James Fuchs Dritter mit 16,42 m. Fuchs' Vorsprung gegenüber dem Vierten betrug genau 99 Zentimeter.
Im elften olympischen Wettkampf gab es den neunten US-Sieg. Zugleich war es der fünfte Dreifacherfolg der USA.

## Video
- The London 1948 Olympic Film Part 2 - Olympic History, Bereich 8:00 min bis 9:58 min, youtube.com, abgerufen am 26. Juli 2021